# مارچلو مونتاناری
مارچلو مونتاناری (انگلیسی: Marcello Montanari؛ زادهٔ ۲۵ سپتامبر ۱۹۶۵) بازیکن فوتبال اهل ایتالیا است.
از باشگاه‌هایی که در آن بازی کرده‌است می‌توان به باشگاه فوتبال اینتر میلان، باشگاه فوتبال ونتزیا، باشگاه فوتبال باری، باشگاه فوتبال رجانا، و باشگاه فوتبال لیورنو اشاره کرد.